# Fiat 12 HP
Fiat 12 HP, cunoscută și sub denumirea de Fiat 12/16 HP, este un autovehicul construit de FIAT între anii 1901 și 1902. A fost proiectat de inginerul Giovanni Enrico, noul director tehnic al companiei torineze, înlocuindu-l pe inginerul Aristide Faccioli.
Cu acest model, FIAT a experimentat schema tracțiunii posterioare cu motorul poziționat anterior. Propulsorul era unul cu patru cilindri în linie, de tip biblocco, adică format din două entități bicilindrice distincte. Cilindrata era de 3770 cm³. Cutia de viteze era manuală cu trei trepte.
Fabricată în 106 exemplare, asamblate la Torino în fabricile de pe Corso Dante, Fiat 12 HP a fost prima mașină FIAT exportată. La momentul lansării, prețul era de 12.000 de lire italiene. Un exemplar a fost cumpărat de Carolina Otero, care îl utiliza pentru a urmări partidele de vânătoare de vulpi, pe durata șederii sale în Italia din 1902.
La sfârșitul anului 1901, a fost prezentată o versiune echipată cu un nou motor cu patru cilindri, având o cursă de 115 mm și o cursă de 180 mm. Acesta avea o cilindrată de 7475 cm³ și dezvolta o putere de 28 CP, permițând autovehiculului să atingă o viteză maximă de 90 km/h

#### Fiat 12 HP Corsa
Autovehiculul a avut și o versiune de competiție, Fiat 12 HP Corsa, echipat cu același motor, dar ușurată prin absența scaunelor din spate. Viteza maximă era de 78 km/h. Acest model a pus capăt dominării Panhard în cursele europene, câștigând, de fapt, cursa Villanova-Bologna (302 km) la o viteză medie de 35,094 km/h. 